# Kao Ming-Chien
Kao Ming-Chien (18 de abril de 1978) es un deportista taiwanés que compitió en taekwondo. Ganó una medalla de bronce en el Campeonato Asiático de Taekwondo de 2000 en la categoría de –78 kg.

## Palmarés internacional
| Representando a China Taipéi |                   |                   |           |
| Campeonato Asiático          |                   |                   |           |
| Año                          | Lugar             | Medalla           | Categoría |
| 2000                         | Hong Kong (China) | Medalla de bronce | –78 kg    |